# Castello di Pieve del Vescovo
Il castello di Pieve del Vescovo è un antico edificio della fine del XIV secolo sito su un colle dominante la valle del Caina, a circa un chilometro da Corciano, in provincia di Perugia.

## Storia

Prospetto principale

Citato per la prima volta in una bolla di Innocenzo III del 1206, era una chiesa dedicata a san Giovanni Battista. Nel 1396 la pieve fu trasformata in castello con torri merlate e mura di cinta. Il 23 giugno 1397 vi si officiò il sontuoso matrimonio tra Biordo Michelotti, che l'aveva occupato, e Giovanna Orsini. Nel castello fu poi sepolto il capitano di ventura Alberico da Barbiano, morto di pielonefrite il 26 aprile 1409 nella vicina Città della Pieve. Nel 1453 il vescovo di Perugia Giacomo Vannucci fece iniziare la costruzione di un borgo agricolo intorno al maniero.
La Pieve del Vescovo (il nome le deriva dal cardinale Fulvio della Corgna, vescovo di Perugia), ha una forma quadrilatera con quattro massicce torri cantonali che le conferiscono una poderosa fisionomia. Alcune sale dell'interno furono affrescate dal manierista Taddeo Zuccari: interessanti la cappella di san Giovanni Battista, lo stemma del cardinale, le scuderie e le prigioni.
Nel decennio 1560-1570, il vescovo di Perugia (1550-1574) e cardinale Fulvio della Corgna, nipote del papa Giulio III, fratello minore del famoso Ascanio e coreggente del marchesato di Castiglione del Lago (1563-1583), commissionò un radicale restauro della pieve all'architetto Galeazzo Alessi al fine di convertirla in residenza estiva con lussureggianti giardini.
Il 25 aprile 1567 si verificò nel castello un fatto sospetto: vi morì repentinamente la sedicenne Elena Baglioni (figlia di Ranuccio), contessina di Parrano. Fu accusata di averla avvelenata la madre Ortensia Farnese erede presuntiva del patrimonio di Elena se fosse deceduta. Ma nel processo celebrato a Roma a suo carico non furono reperite sufficienti prove per avvalorare l'imputazione.
Nel 1576 Fulvio della Corgna (1517-1583) preferì lasciare la pieve per una vicina, nuova e doviziosa dimora, denominata appunto Villa del Colle del Cardinale. Nel 1643, però, il pronipote duca Fulvio II Alessandro decise di vendere quest'ultima, insieme alla pieve, al nobile perugino Cornelio degli Oddi.
Il castello, poi, passò in definitiva proprietà dei vescovi di Perugia che amavano trascorrervi l'estate. Tra questi si ricorda il futuro papa Leone XIII che vi soggiornò volentieri e a lungo (19 gennaio 1846-20 febbraio 1878). L'iniziativa di Guoacchino Pecci riuscì ad evitare che questo bene fosse incamerato nel demanio statale, a seguito delle leggi varate dopo l'Unità d'Italia. Parte dell'apparato murario e pittorico della struttura andò distrutta, durante la seconda guerra mondiale. Seguì un lungi periodo di abbandono e degrado, teatro di riti settari ed esoterici, finché la Pieve del Vescovo non fu definitivamente data in gestione alla locale scuola muratoria, che dal '99 ne ha curato il restauro e l'ha destinata ad attività culturali.

## Galleria d'immagini

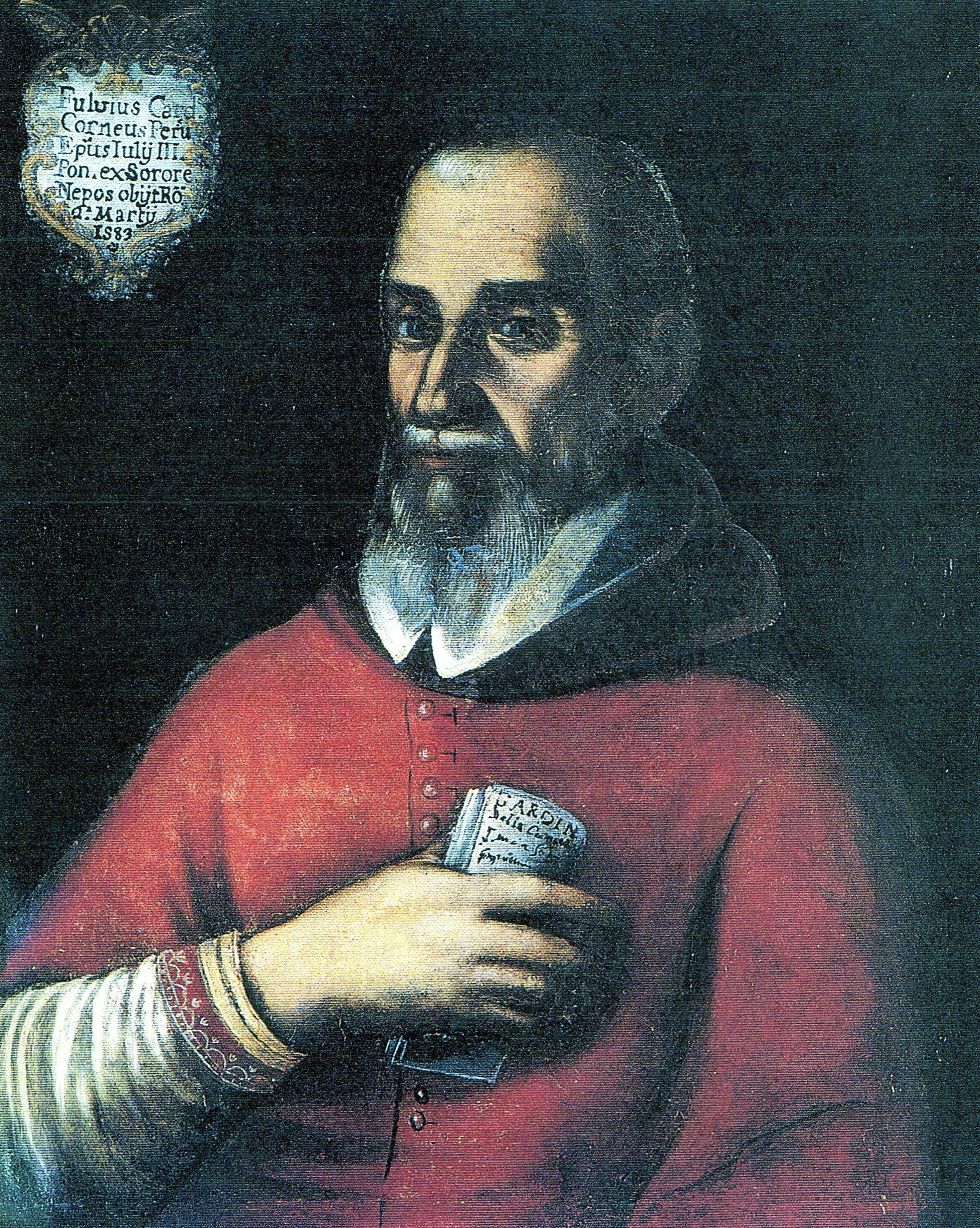
Il cardinale Fulvio della Corgna
Lo stemma del cardinale della Corgna
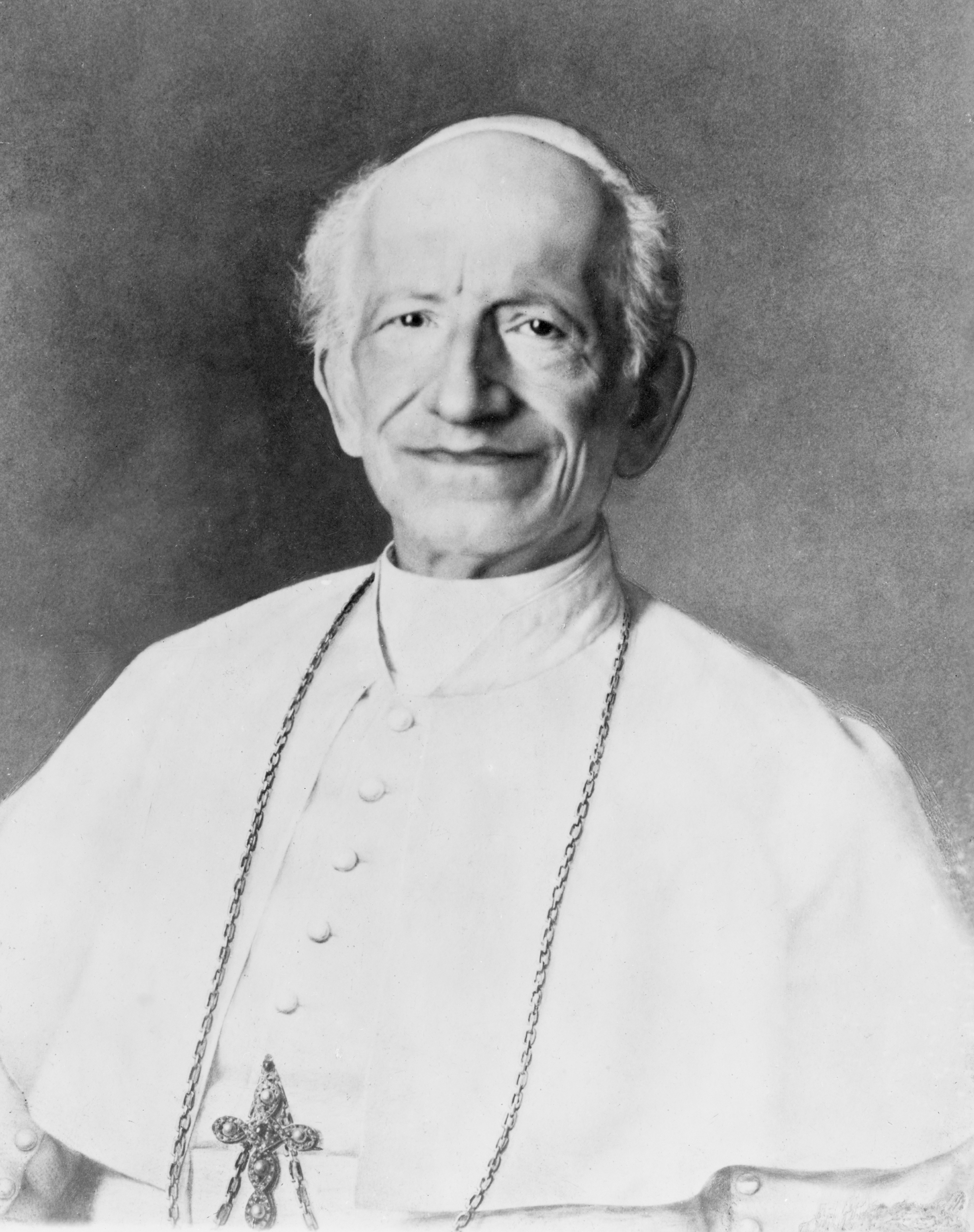
Papa Leone XIII